# Elachiptera umbrosa
Elachiptera umbrosa är en tvåvingeart som beskrevs av Becker 1924. Elachiptera umbrosa ingår i släktet Elachiptera och familjen fritflugor. Inga underarter finns listade i Catalogue of Life.